# Man in the Attic
Man in the Attic (1953) este un film noir regizat de Hugo Fregonese. A fost lansat în Statele Unite la 23 decembrie 1953 de Twentieth Century Fox. Filmul, bazat pe romanul din 1913 The Lodger de Marie Belloc Lowndes, prezintă povestea fictivă a lui Jack Spintecătorul care apare și în câteva filme anterioare:  cel al lui Alfred Hitchcock din 1927, al lui Maurice Elvey din 1932 și al lui John Brahm din 1944. De asemenea apare ulterior în filmul lui David Ondaatje din 2009.

## Prezentare
Povestea are loc în Londra, în anul 1888. În a treia noapte în care Jack Spintecătorul ucide din nou, un om închiriază o mansardă de la un cuplu mai în vârstă care avea mare nevoie de venituri suplimentare. Acesta este Slade (Jack Palance), un cercetător în domeniul patologiei. El începe sa lucreze la experimentele sale în spațiul închiriat. Helen Harley, proprietăreasa (Frances Bavier), devine suspicioasă în ceea ce-l privește pe Slade, mai ales atunci când nepoata ei devine interesată de acesta.

## Distribuție
- Jack Palance ca Slade
- Constance Smith ca Lily Bonner
- Byron Palmer ca Insp. Paul Warwick
- Frances Bavier ca Helen Harley
- Rhys Williams ca William Harley
- Sean McClory  - conetabil nr. 1
- Leslie Bradley  - conetabil nr. 2
- Tita Phillips ca Daisy
- Lester Matthews  ca Șef Insp. Melville
- Harry Cording ca Detectiv Sgt. Bates
- Lisa Daniels ca Mary Lenihan
- Lilian Bond  ca Annie Rowley
- Isabel Jewell  - Katy

## Vezi și
- Jack Spintecătorul în ficțiune

## Legături externe
- Man in the Attic la Internet Movie Database
- Man in the Attic este disponibil pentru descărcare gratuită la Internet Archive [mai mult] Creative Commons Licensed (Public Domain).